# 胸キュン! はぁとふるCafe
『胸キュン！はぁとふるCafe』（むねキュン はぁとふるカフェ）は、ユニゾンシフトが2001年にWindows向けに製作、発売したアダルトゲーム、およびそれを原作とする作品群である。

## 概要
ユニゾンシフトのやきいも（やきもち+いもうと）アドベンチャーシリーズの第1弾として知られる。複数の妹をメインヒロインを設け、一方をひいきすると他方がやきもちを焼いてしまうというコンセプトは、既に本作で確立されており、シリーズ後発作品でも採用されている。

## ストーリー
主人公の香坂信也は、父の再婚にあまり乗り気でなかったため、父の再婚後しばらくして家を飛び出し、ある喫茶店に住み込みで働いていた。その後、喫茶店のマスターは新しいコーヒー豆を見つけに行くといって海外に出かけてしまう。喫茶店は主人公1人に任され、客の来ない喫茶店の経営は困難を極めていた。家を飛び出してから数年が経過したその時、父から連絡が入る。父が海外転勤になり、妻（主人公の義母）も一緒に行くことになったので、受験生の双子（義母の連れ子）を卒業まで預かってほしいというのだ。
こうして訪れた双子の義妹たちは、主人公に好意を抱いている上、2人ともやきもち焼き。どちらも何かと甘えてくるのだが、一方を構うと他方がやきもちを焼くという困ったことになってしまうのだった。

## 登場人物
声優はゲーム／OVA・DVDPG版ゲームの順。

### メインキャラクター
香坂 信也
声：なし / 富士爆発
主人公。
香坂 チカ（こうさか ちか）
身長144cm / A型 / 誕生日：8月26日
声：島田香織 / みすみ
双子の妹。姉とは対照的に快活で、主人公との再会の際は主人公にいきなり飛びつくような性格。焼きもちを妬いたときには、「お兄ちゃんのばかぁっ!!」と怒鳴るタイプ。
香坂 ちより（こうさか ちより）
声：桜井薔子 / 木村あやか（OVA第1話・DVDPG版ゲーム）、須本綾奈（OVA第2話）
身長144cm / A型 / 誕生日：8月26日
双子の姉。優しく、おっとりとした性格。主人公に、クリスマスプレゼントをチカよりも先に渡すようにねだる場面でも、積極的なチカに対して、ちよりは上目遣いで主人公の袖を引っ張るような態度を取るといったように、チカとはいろいろな意味で対照的。焼きもちを妬いたときには、頬を膨らませて拗ねるタイプ。

### サブキャラクター
三塚 亜矢（みつか あや）
声：篁瑞帆 / 海原エレナ
喫茶店の数少ない常連の1人。マスターがいた頃からの常連。なお、苗字は本編では明らかでなかったが『萌キュン! ゆにっ娘ま〜じゃん』で明らかになった。

## ゲーム版

### システム
一般的な選択型アドベンチャータイプのシステムとなっている。

### スタッフ
- 原画：藤原々々
- シナリオ：渡部好範
- プログラム：FUJI
- 音楽：水月陵
- 主題歌「ふたごのクリーミーカフェ」
  - 作詞：高橋直樹 / 作曲：水月陵 / 歌：AKIRA & KIYO
- エンディングテーマ「promenade」
  - 作詞：高橋直樹 / 作曲：水月陵 / 歌：KIYO

## OVA関連商品

### アダルトアニメ

#### 主題歌（OVA）
- 第1話エンディングテーマ「promenade」
  - 作詞：高橋直樹 / 作曲：水月陵 / 歌：KIYO
- 第2話エンディングテーマ「ふたごのクリーミーカフェ（OVA Ver）」
  - 作詞：高橋直樹 / 作曲：水月陵 / 歌：桜井薔子・島田香織

#### 各話リスト
| 話数  | タイトル                                                 | 発売日         | 備考             |
| ----- | -------------------------------------------------------- | -------------- | ---------------- |
| 第1話 | 胸キュン！はぁとふるCafe いっかいめ 今日はどっちにする？ | 2002年8月25日  | ミルキーレーベル |
| 第2話 | 胸キュン！はぁとふるCafe にかいめ わたしを見て…          | 2002年10月25日 | ミルキーレーベル |

### DVDPG版ゲーム
OVA版を元に作られたDVDPG版ゲーム。柏木翔子、一条小夜、天海マリの3人のオリジナルキャラが追加されているが、SMや凌辱シーンと言った本来の作風とは掛け離れた描写もある。

#### キャスト
- 香坂チカ：みすみ
- 香坂ちより：木村あやか
- 三塚亜矢：海原エレナ
- 柏木翔子：伊藤しずか
- 一条小夜：木ノ下マヤ
- 天海マリ：浅野麻理亜

#### 追加キャラクター
柏木 翔子（かしわぎ しょうこ）
短大生。信也の高校時代のクラスメイト。近所のファミリーレストランでウエイトレスのアルバイトをしている。いつもおっとりとしており、かなりの天然ボケ。
一条 小夜（いちじょう さよ）
謎の美少女。自称マスターの友人。突然喫茶店に現れて、経営を指導する。大変な毒舌の持ち主で、チカとちよりの天敵。
天海 マリ（あまみ まり）
大人の色香溢れる妖艶な女性。店の買収を企み、信也を誘惑する。

## 関連商品
設定原画集
胸キュン! はぁとふるCafe 胸キュン! ぷれみあむDisc 萌キュン! ゆにっ娘ま〜じゃん 設定原画集（コンパスオフィシャルアートブックシリーズ） - ISBN 4-87763-084-8
OP/ED曲収録
『こもきゅん!! 〜はぁとに揺れる魂のFANディスク〜』特典『UNISONSHIFT VOCAL COLLECTION Vol.2』